# Apostelkirche (Münster)

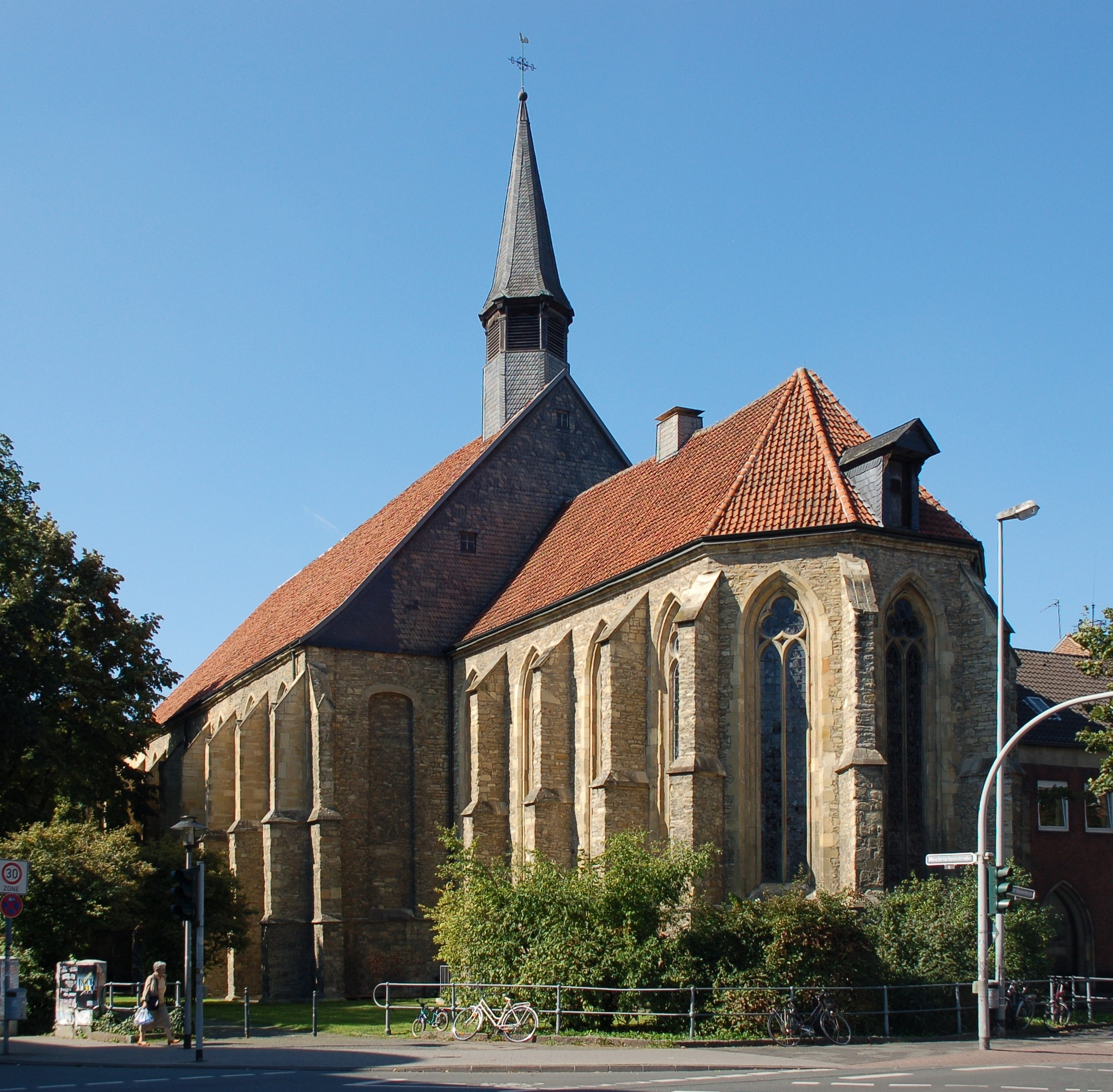
Apostelkirche (2008, von Südosten)

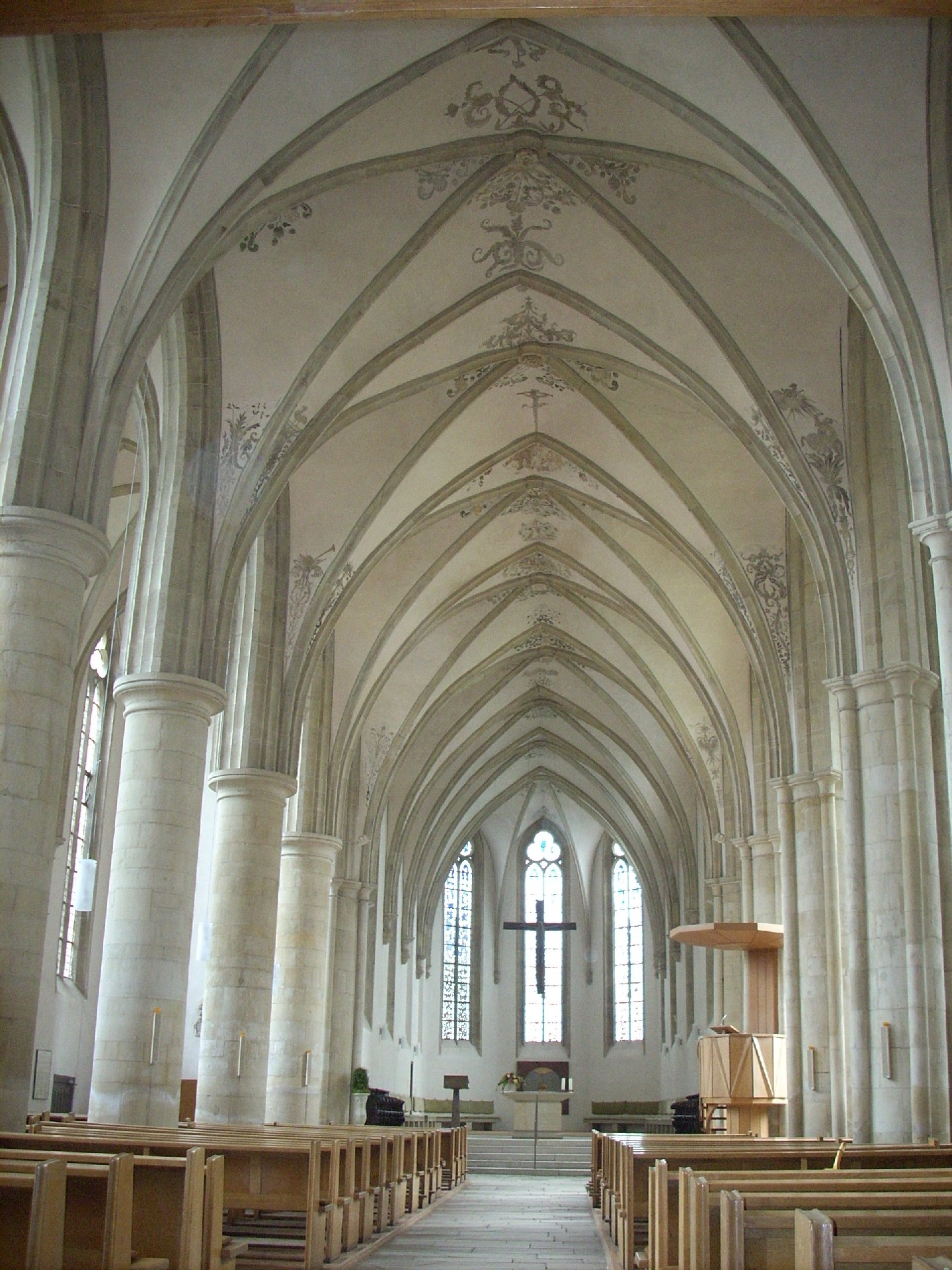
Inneres (2007)

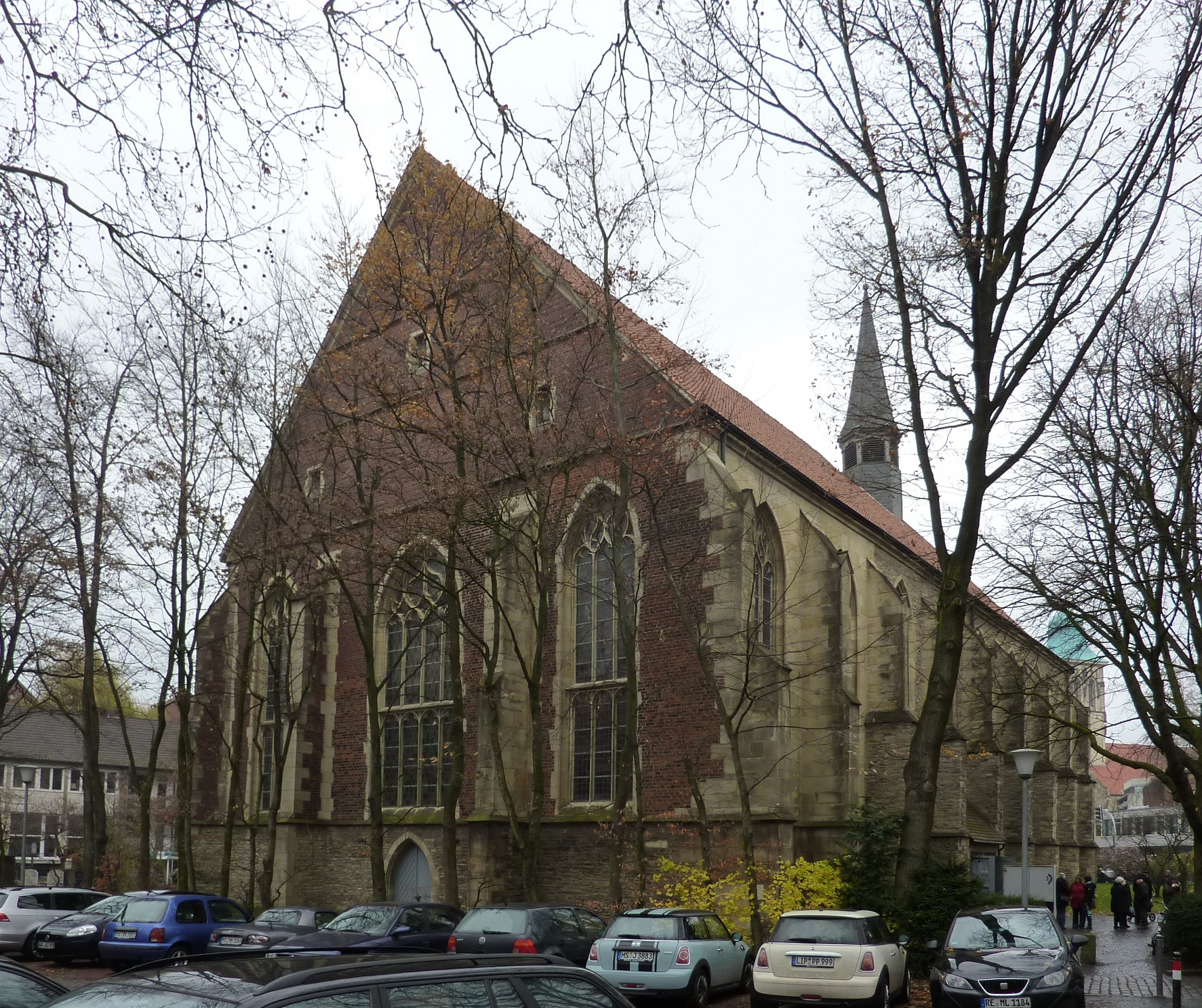
Westgiebel (2013)

Die Apostelkirche in Münster ist die evangelische Hauptkirche der Stadt. Sie liegt im nördlichen Teil der historischen Altstadt etwa auf halbem Weg zwischen St. Lamberti und dem Promenadengürtel. Sie wurde gebaut als Klosterkirche der Franziskaner und ist der erste gotische Kirchbau in Münster. Ab 1517 war die Apostelkirche die Klosterkirche des Minoritenklosters.

## Geschichte von Kirche und Kloster
Die Apostelkirche ist eine ursprünglich zwei-, jetzt dreischiffige Hallenkirche mit einem langen, schmaleren Chor mit drei Jochen und 5/8-Schluss. Auf dem Ostende des Langschiffdachs erhebt sich ein Dachreiter mit dem Geläut.
Erbaut wurde die Kirche im Bettelordensstil in der zweiten Hälfte des 13. Jahrhunderts als Klosterkirche der Franziskaner, die zur Kustodie Westfalen in der Kölnischen Franziskanerprovinz (Colonia) gehörten; die Brüder des 1210 gegründeten Ordens ließen sich wahrscheinlich 1247 in Münster nieder, um 1270 erhielten sie mit Hilfe von Bischof Gerhard von der Mark ein weitläufiges Grundstück zum Bau von Kirche und Kloster, und bis 1284 entstanden das Hauptschiff, der Chor und das südliche Seitenschiff der Kirche bis zum sechsten Joch. Das Kloster schloss unmittelbar nördlich an die Kirche an. Das nördliche Seitenschiff und die beiden Westjoche wurden in den Jahren 1654–59 mit großer Einfühlsamkeit ergänzt, da man die Kirche als unharmonisch empfunden hatte. Sie ist der älteste rein gotische Kirchenbau in Westfalen. Das ursprüngliche Patrozinium war Katharina von Alexandria.
1371 lebten über 20 Patres in dem Konvent. Bei der Pestepidemie 1382 blieben die Franziskaner in der Stadt und pflegten Kranke und Sterbende. Der Guardian des Klosters, Wennemar von Staden, wurde  1382 oder 1384 zum Weihbischof von Münster. Bei der Münsterischen Stiftsfehde zwischen 1450 und 1457 standen die Franziskaner auf Seiten der Bürgerschaft und gegen Bischof Walram von Moers; bei der Beendigung des Streits war das Konventsmitglied Johannes Brugmann erfolgreich als Vermittler tätig.
Als der Franziskanerorden sich 1517 als Folge des Armutsstreits im Orden teilte in die Konventualen (heute Minoriten genannt) und Observanten, schloss sich der Konvent in Münster den Minoriten an. Das Kloster überdauerte mit einigen Schwierigkeiten die Reformation und die Auseinandersetzungen um die Wiedertäufer in den Jahren 1533 bis 1535; nach Plünderungen und Beschädigungen mussten Kirche und Konventsgebäude zwischen 1536 und 1538 neu ausgestattet werden. 1566 gehörten zwölf Patres zum Kloster. Ab 1619 befand sich im Münsteraner Kloster das Noviziat der westfälischen Minoriten.
Am 14. November 1811 wurde das Minoritenkloster im Zuge der Säkularisation aufgehoben. Die Kirche wurde zunächst profaniert, bevor sie 1822, nach einer Restaurierung durch Karl Friedrich Schinkel, als nunmehr evangelische Kirche der preußischen Militärgemeinde wieder eingeweiht wurde. Seit 1840 gehört sie der evangelischen Zivilgemeinde.
Den Namen Apostelkirche erhielt das Gebäude 1922 nach dem Bau einer zweiten evangelischen Kirche in Münster. In den folgenden Jahren wurden die Einbauten des 19. Jahrhunderts weitgehend entfernt.
Im Zweiten Weltkrieg erlitt die Kirche schwere Schäden. Der Wiederaufbau war, nach provisorischen Stadien, erst um 1960 abgeschlossen. Die Wiedereinweihung der Kirche fand am 30. Oktober 1949 in Anwesenheit von Bischof Wilhelm Stählin statt. Der Wiederaufbau wurde durch Kirchengemeinden auf der Isle of Wight unterstützt.
1963–1964 entstand an der Nordseite des Chores ein Neubau für das Kreiskirchenamt. Beim Ausheben der Baugrube begann die Chornordwand sich zu neigen, da das mittelalterliche Holzrostfundament nach Grundwasserabsenkung verfault war. Der nordöstliche Teil der Kirche musste mit neuen Pfahlfundamenten unterfangen werden. Die beschädigten Gewölbemalereien im Chor wurden restauriert. Ein lateinisches Chronogramm am westlichen Chorgewölbe erinnert an den Abschluss der Arbeiten:
ECCLESIA SANCTIS APOSTOLIS SACRATA
VIGINTI ORBIBVS ANTHAC BELLO EVERSA
NVNC PIE RENOVATA
PATRI CAELESTI LAETAS LAVDES CANTAT
CANTETQVE INTEGRA FVTVRIS IN SAECVLIS (1964)
„Die den heiligen Aposteln geweihte Kirche,
vor zwanzig Jahrkreisen durch Krieg verwüstet,
nun fromm erneuert,
singt dem himmlischen Vater frohes Lob
und singe es unversehrt in künftigen Jahrhunderten.“

## Ausstattung

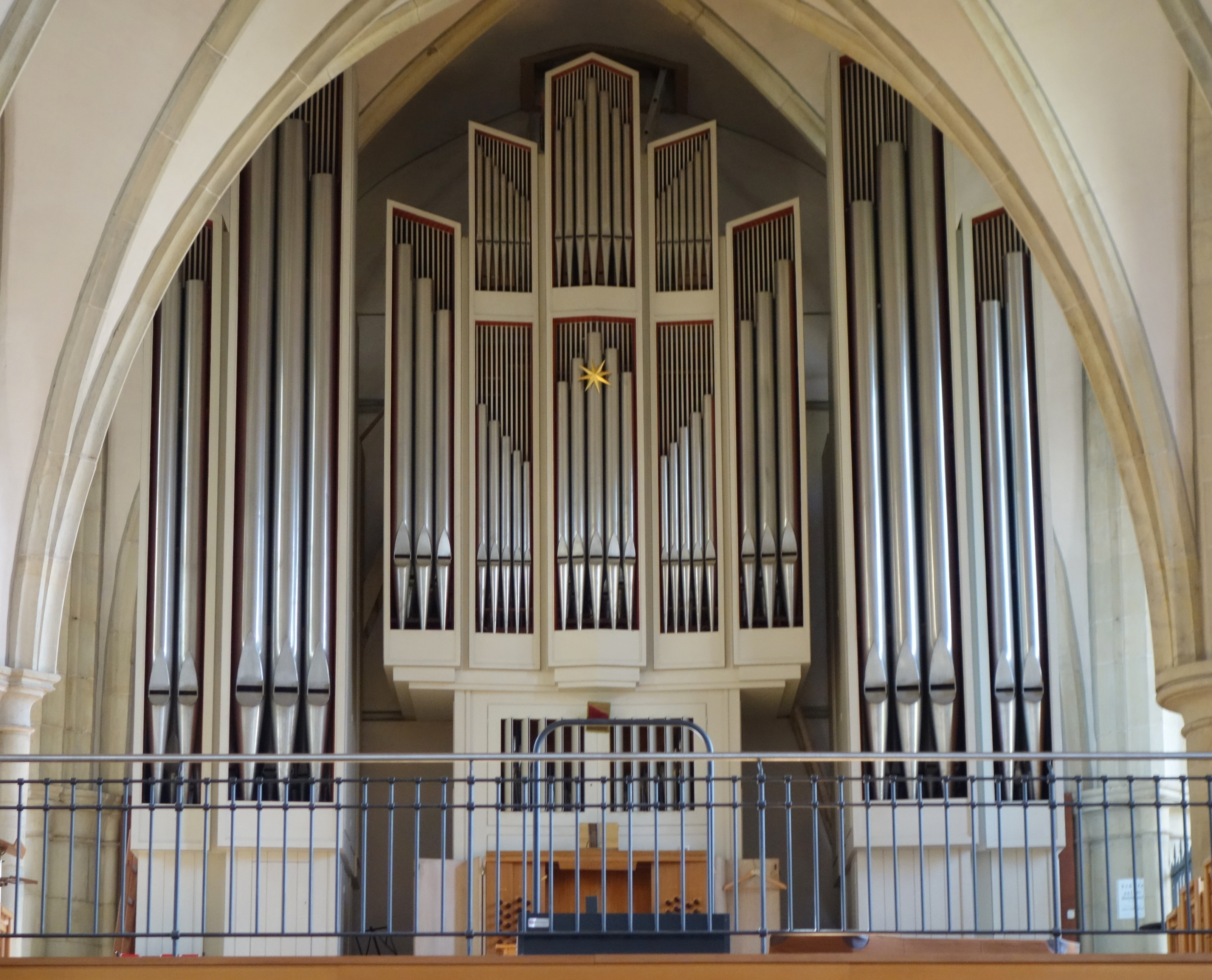
Orgel

Kunstgeschichtlich bedeutsam sind die großflächigen spätmittelalterlichen und nachmittelalterlichen Gewölbemalereien. Obwohl sie – nach zwischenzeitlicher Übermalung – in Teilen wieder freilegt wurden, hat die Kirche einen fast schmucklosen Charakter. Die Wirkung der klar gegliederten gotischen Halle wird durch die Ausstattung noch unterstrichen.
Die Fenster des Langhauses sind mit schlichtem, handgezogenem Goetheglas ausgestattet, sodass der Kirchenraum lichtdurchflutet erscheint. Buntglasfenster befinden sich nur im Chor und in der Rosette über dem Seiteneingang (Südseite); die Entwürfe stammen von Paul Weigmann (1990/92) und Hubert Spierling (1999/2000).
Die wichtigsten Ausstattungsstücke sind ein Kruzifix im Scheitel des Chorraums und darunter eine Bildtafel aus dem Zyklus Genesis von Heinrich Gerhard Bücker, entstanden 1976 bis 1979; sie zeigt eine kreisförmige Scheibe aus Aluminiumguss auf einem kupfernen Viereck, in ihrer Mitte eine gewölbte Goldscheibe, die die Versteinerungen zweier Fische (ca. 180 Mio. Jahre alt) trägt. Das Kunstwerk deutet so auf das Getragen- wie Durchdrungenwerden der Schöpfung durch den Geist Gottes hin. Auch Ambo, Taufstein und Osterleuchter wurden zur gleichen Zeit von Heinrich Gerhard Bücker gestaltet.
In der Außenmauer der Kirche befindet sich ein Gedenkstein des 15. Jahrhunderts, welcher an die in der Schlacht bei Varlar getöteten Bürger erinnert.

## Orgel
Die erste Orgel baute Johann Adolf Hillebrand im Jahr 1821. Sie war nicht von bester Qualität und sorgte ständig für Probleme. 1879 wurde sie durch ein neues Instrument von Friedrich Ladegast ersetzt, das 36 Register auf drei Manualen und Pedal besaß. Nach einem Erweiterungsumbau 1923 durch Fleiter Orgelbau tat sie bis zu ihrer Zerstörung 1945 ihren Dienst. Die heutige Orgel wurde 1968 von der Firma Paul Ott (Göttingen) erbaut. Sie befindet sich auf der Orgelempore an der Südwand des Mittelschiffs, verfügt über 36 Register (Schleifladen) auf drei Manualen und Pedal und ist mit mechanischen Trakturen ausgestattet.
| I Hauptwerk C–g3 |                   |        |
| 01.              | Quintade          | 16′    |
| 02.              | Prinzipal         | 08′    |
| 03.              | Rohrflöte         | 08′    |
| 04.              | Oktave            | 04′    |
| 05.              | Gedackt           | 04′    |
| 06.              | Nasat             | 02 ⁄3′ |
| 07.              | Oktave            | 02′    |
| 08.              | Rauschquinte II 0 | 02 ⁄3′ |
| 09.              | Mixtur V–VI       | 01 ⁄3′ |
| 10.              | Trompete          | 16′    |
| 11.              | Trompete          | 08′    |

| II Oberwerk C–g3 |                   |        |
| 12.              | Holzpfeife        | 08′    |
| 13.              | Prinzipal         | 04′    |
| 14.              | Rohrflöte         | 04′    |
| 15.              | Waldflöte         | 02′    |
| 16.              | Sesquialtera II 0 | 02 ⁄3′ |
| 17.              | Oktave            | 01′    |
| 18.              | Scharff III–V     | 01′    |
| 19.              | Dulzian           | 16′    |
|                  | Tremulant         |        |

| III Brustwerk C–g3 |             |        |
| 20.                | Holzgedackt | 8′     |
| 21.                | Blockflöte  | 4′     |
| 22.                | Prinzipal   | 2′     |
| 23.                | Terz        | 1 3⁄5′ |
| 24.                | Quinte      | 1 ⁄3′  |
| 25.                | Zimbel II   | 1⁄2′   |
| 26.                | Regal       | 8′     |
|                    | Tremulant   |        |

| Pedal C–f1 |             |     |
| 27.        | Prinzipal   | 16′ |
| 28.        | Subbass     | 16′ |
| 29.        | Oktave      | 08′ |
| 30.        | Pommer      | 08′ |
| 31.        | Oktave      | 04′ |
| 32.        | Nachthorn 0 | 02′ |
| 33.        | Mixtur V    | 02′ |
| 34.        | Posaune     | 16′ |
| 35.        | Trompete    | 08′ |
| 36.        | Schalmey    | 04′ |

- Koppeln: II/I, III/I, III/II, I/P, II/P
- Zimbelstern

## Geläut
Im Dachreiter der Kirche befindet sich ein dreistimmiges (Zimbel-)Geläut.
| Nr. | Name          | Gussjahr | Gießer, Gussort         | Ø (cm) | Masse (kg) | Nominal |
| --- | ------------- | -------- | ----------------------- | ------ | ---------- | ------- |
| 1   | S. Catharina  | 1675     | Peter Hemony, Amsterdam | 63     | 140        | e2      |
| 2   | S. Franciscus | 1675     | Peter Hemony, Amsterdam | 55     | 100        | gis2    |
| 3   | S. Antonius   | 1675     | Peter Hemony, Amsterdam | 43     | 047        | h2      |